# Mathias Sandorf
Pour les articles homonymes, voir Sandorf et Mathias Sandorf (film).
Mathias Sandorf est un roman d'aventures de Jules Verne, paru en 1885.
Le roman est dédié à titre posthume à Alexandre Dumas père, l'auteur du Comte de Monte-Cristo en 1844. Les deux romans ont des points communs, même s'ils sont bien différents : dans Mathias Sandorf, le nationaliste hongrois éponyme, condamné à mort à la suite d'une tentative de coup d'État ratée, s'évade d'une prison autrichienne, devient riche et se venge des traîtres qui l'ont dénoncé.

## Historique
Avant d'être publiée en volume le 19 novembre chez Hetzel, l'œuvre connaît une diffusion en feuilleton dans Le Temps du 16 juin au 20 septembre 1885. Les cent onze illustrations de ce roman dans l'édition Hetzel sont de  Léon Benett.

## Résumé

### Premiers chapitres
Trieste, 1867 : deux drôles affamés, Sarcany et Zirone, interceptent un message chiffré sur le pigeon voyageur qu'ils s'apprêtent à dévorer, découvrant un complot pour libérer la Hongrie du joug autrichien. Ils s'acoquinent avec le banquier véreux Silas Toronthal pour livrer les conspirateurs à la police moyennant récompense. Les chefs des conjurés, le riche comte Mathias Sandorf, Étienne Bathory et Ladislas Zathmar, sont jugés et condamnés à mort. Le premier est veuf et laisserait une fille en bas âge ; le second est marié et a un enfant, Pierre ; le troisième a un domestique qui lui est tout dévoué. Les condamnés tentent de s'enfuir en utilisant le câble d'un paratonnerre mais Ladislas Zathmar ne peut les suivre. Sandorf et Bathory trouvent refuge chez le Corse Ferrato mais ils sont dénoncés par l'Espagnol Carpena qui veut la récompense et souhaite se marier avec la fille du Corse. Cette fois, seul Sandorf arrive à s'enfuir. Il va survivre, en changeant d'identité, grâce à ses talents de médecin et d'hypnotiseur. Il acquiert une certaine réputation et de grandes richesses qui lui permettent de se rendre propriétaire d'une île au large de l'actuelle Libye, Antekirtta. Il se fait désormais appeler Antékirtt, comme son île.

### Suite
Les années ont passé. Sur les quais du port de Raguse, le fils d'Étienne Bathory rencontre Pointe Pescade et Cap Matifou, deux inséparables Français qui essaient vainement de gagner de quoi manger en faisant des démonstrations d'acrobatie et d'hercule de foire. Le jeune homme est amoureux de la fille de l'ancien banquier Silas Toronthal. Ce que le jeune Bathory ignore, c'est que Toronthal est responsable de la mort de son père. Malheureusement, Silas Toronthal a promis sa fille à Sarcany. Par piété filiale, elle accepte ce mariage, faisant le désespoir de Pierre Bathory. Celui-ci est grièvement blessé par son rival, Sarcany. Le médecin Antékirtt, alias Sandorf, lui sauve la vie mais laisse croire à tous que Pierre Bathory est mort. Le jeune homme devient le bras droit de Sandorf. Juste avant son mariage avec Sarcany, Sava apprend qu'elle n'est pas la fille des époux Toronthal et refuse donc de l'épouser.
Pendant ce temps, Sandorf continue à poursuivre son œuvre de vengeance. Pointe Pescade s'infiltre sous un faux nom dans la bande de Sarcany ; Sandorf tente de faire tomber le Sicilien Zirone dans un piège que celui-ci évente : Sandorf et ses amis se retrouvent cernés par une cinquantaine de bandits. Pointe Pescade et Cap Matifou s'illustrent dans la bataille. Zirone blesse gravement Pointe Pescade et le placide Cap Matifou, devenu furieux, le jette dans le cratère de l'Etna.
Sandorf se fait alors un nouvel allié, le fils du Corse Ferrato qui le sauve d'un naufrage (cela rappelle une scène d'un autre roman de Verne, Les Naufragés du « Jonathan »). Le jeune Ferrato y perd sa propre barque mais devient le second du comte Sandorf. Celui-ci a découvert que le délateur espagnol Carpena était emprisonné à Ceuta ; Sandorf manœuvre facilement le naïf directeur du pénitencier et enlève Carpena qu'il retient prisonnier à bord d'un de ses bateaux, puis sur l'île d'Antékirtta. Il retrouve ensuite  la trace de la mère de Pierre Bathory qui avait disparu depuis plusieurs mois. Une raison inconnue l'a fait basculer dans une folie que Sandorf ne peut soigner par l'hypnose. Une mise en scène habile lui fait retrouver la raison ; par un heureux hasard, elle a encore dans sa poche la lettre qui explique tout : Sava est en réalité la fille du comte Sandorf. Mais la jeune fille est séquestrée par Sarcany. Sandorf trouve sa cachette ; Pointe Pescade et Cap Matifou usent de leurs talents pour la faire évader. Sarcany et l'ancien banquier Silas Toronthal se sont enfuis à Monaco où ils perdent au jeu le peu d'argent qui leur reste. Sarcany décide de tuer son ancien complice, devenu un témoin gênant, mais Pointe Pescade et Cap Matifou capturent l'ancien banquier, empêchant Sarcany de réaliser son forfait.
Dans une dernière péripétie, l'île du comte Sandorf est attaquée par une troupe armée à la solde d'une secte. Les deux Français s'illustrent dans le combat. Sarcany est capturé. Tous les ennemis de Sandorf se retrouvent prisonniers et meurent dans une explosion qu'ils ont accidentellement déclenchée.

## Personnages

### Personnages principaux

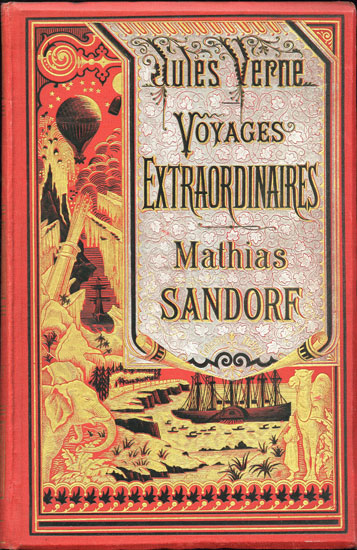
Premier cartonnage du roman.

- Le comte Sandorf pourrait être inspiré de Lajos Kossuth (1802-1894), nationaliste hongrois. Il se réfère souvent, allusivement, à l'archiduc Louis-Salvador de Habsbourg-Lorraine[α 7], que Jules Verne connaissait personnellement, ainsi que le décrit L'Archiduc sans frontière, roman de Jean-Louis Sarthou.
- L'acrobate Pointe Pescade est d'une bonne humeur et d'un dévouement constant ; il rappelle les valets de deux autres romans de Jules Verne : Passe-Partout dans Le Tour du monde en quatre-vingts jours ou Joe dans Cinq Semaines en ballon.
- L'hercule Cap Matifou est peu bavard et obéit totalement à son ami Pointe Pescade. Il rappelle le personnage d'un autre Hercule, Tom Crabbe, dans le roman de Jules Verne Le Testament d'un excentrique.
- Le Corse Ferrato a tué un homme en Corse; pour éviter une vendetta sur sa fille ou son fils, il est parti avec eux, d'abord en Sardaigne, puis à Rovinj (orthographié Rovigno, en Croatie actuelle). Il abrite les prisonniers en fuite, même si les risques sont élevés pour lui. Condamné à la prison pour les avoir aidés, il meurt sans rien regretter.

### Liste complète des personnages
L'astérisque désigne les personnages qui reparaîtront quinze ans plus tard.
- Professeur Étienne Bathory, 45 ans. Savant de premier ordre. Ses idées politiques l'amènent à démissionner et à devenir professeur libre à Trieste. Il appartient, à un degré éloigné, à la lignée des princes magyars qui occupèrent le trône de Transylvanie. Sans fortune, ses modestes revenus lui permettent difficilement de faire vivre sa famille. Compagnon de Mathias Sandorf, il s'échappera avec lui, mais, repris, il sera fusillé avec le comte Zathmar.
- Pierre Bathory *, fils d'Étienne Bathory, âgé de 8 ans à la mort de son père. Devenu ingénieur, mais sans affectation, il tombe amoureux de Sava Toronthal.
- Mme Bathory *, 45 ans[α 8]. Elle a élevé seule son fils et s'est saignée à blanc pour qu'il puisse atteindre une position.
- Benito, un vieux de la bande à Zirone, tenant la locande de Santa Grotta durant l'absence de Carpena.
- Borik *, serviteur du comte Ladislas Zathmar, âgé de 55 ans. Hongrois, entièrement dévoué à son maître. À la mort de celui-ci, il entrera au service de Mme Bathory.
- Carpena *, 25 ans environ. D'origine espagnole, il a fui son pays où il a commis un meurtre et est devenu paludier à Rovigno. Convoitant Maria Ferrato, il finit par dénoncer son père, qui a donné asile à Mathias Sandorf et Étienne Bathory.
- Faz-Rhât, personnage ayant occupé de hautes positions dans l'Empire ottoman. Âgé de 45 ans, il souffre d'une maladie lente, dont Antékirtt va le guérir, sans vouloir accepter un salaire au-dessus de ses soins. Trois ans plus tard, Faz-Rhât meurt au cours d'une expédition de chasse. Sans descendants, il avait rédigé son testament en faveur du docteur[α 9].
- Andréa Ferrato, 42 ans, Corse réfugié à Rovigno, après un meurtre. Pêcheur de son métier, il élève ses deux enfants, Maria et Luigi. Pour réparer son erreur, il s'est juré de sauver un homme. Accueillant les deux fugitifs et dénoncé par Carpena, il mourra au bagne.
- Luigi Ferrato *, 8 ans, fils d'Andrea Ferrato. Sa mère décède en lui donnant le jour. Garçon vigoureux, il suit son père dans ses expéditions de pêche.
- Maria Ferrato *, fille d'Andrea Ferrato, 18 ans. Elle a remplacé sa mère pour élever son frère Luigi.
- MM. Samuel Grech et Cie, agents maritimes de la Strada Levante, à Malte[α 10].
- Colonel Guyarre, officier espagnol, gouverneur du préside de Ceuta.
- Moqaddem Sîdi Hazam, chef arabe, affilié à la secte des Senoûsistes. Il donne asile à Sarcany dans sa maison de Tripoli.
- Capitaine Köstrik, commandant du Ferrato, d'origine dalmate.
- Lendeck, intendant du château d'Artenak, entièrement dévoué à Mathias Sandorf.
- Rosena Lendeck, épouse de l'intendant du comte Sandorf. Jeune encore, elle se dévoue aux soins de Sava, après la mort de sa mère.
- Cap Matifou, saltimbanque d'origine française. 22 ans, près de six pieds de haut, la vigueur humaine dans toute sa splendeur. Compagnon de Pointe Pescade. Être d'intelligence médiocre, mais au cœur bon et au caractère doux[α 11].
- Namir, d'origine marocaine, âgée de 40 à 50 ans, confidente et espionne de Sarcany.
- Capitaine Narsos, marin d'une quarantaine d'années, capitaine de la Savarèna.
- Pazzer, marin à bord de l’Electric 2.
- Pointe Pescade, 20 ans. Comme son ami Cap Matifou, il est originaire de la Provence. Saltimbanque, acrobate, c'est lui le cerveau du duo. D'une vive intelligence et d'une gaîté sans borne.
- Comte Mathias Sandorf *, 35 ans, propriétaire du château d'Artenak, chef de la conspiration contre le régime autrichien, d'origine hongroise, arrêté à la suite d'une dénonciation. Il s'évade et reparaît sous le pseudonyme du Docteur Antékirtt.
- Comtesse Réna Sandorf, épouse de Mathias Sandorf, morte deux ans après la naissance de sa fille Sava.
- Sava Sandorf *, fille de Mathias et Réna Sandorf. Après l'arrestation de son père, elle est enlevée par Silas Toronthal à l'âge de deux ans et élevée par la femme de celui-ci.
- Sarcany *, 25 ans, sans doute originaire de la Tripolitaine ou de la Tunisie, aventurier.
- Les Senoûsistes, secte redoutable qui tente d'étendre son influence sur toute la Tripolitaine et la Cyrénaïque. C'est la Confrérie musulmane de Sidi Mohammed Ben'Ali-Es-Senoûsi.
- Silas Toronthal *, banquier de Trieste, âgé de 37 ans. Impliqué dans l'affaire de Mathias Sandorf et de ses amis, il les trahit. Il se réfugie à Raguse, où il est membre de la haute société.
- Mme Toronthal *, épouse de Silas Toronthal, plus jeune que lui de quelques années. C'est une femme faible, souffrant de langueur, qui connaît la trahison de son mari. D'origine hongroise elle-même, elle a élevé Sava avec beaucoup d'amour. À sa mort, elle révèle à Mme Bathory, dans une lettre, le secret de la naissance de Sava.
- Comte Ladislas Zathmar, 45 ans. Noble sans fortune, de grande naissance, ami de Mathias Sandorf, il tire de minces revenus d'un modeste domaine, situé dans le comitat de Lipto. C'est dans sa demeure que se réunissent les conspirateurs. Pour seul compagnon, son vieux serviteur Borik. Arrêté, il sera fusillé avec Étienne Bathory.
- Zirone *, âgé d'une trentaine d'années, né en Sicile, compagnon de Sarcany.

## Géographie du roman
Ce roman se passe sur le pourtour méditerranéen : Trieste et Etna (actuelle Italie), Rovinj (orthographié Rovigno), Raguse (aujourd'hui Dubrovnik) et Zara (en Dalmatie, aujourd'hui Zadar, en Croatie actuelle), île de Malte, Carthage en Tunisie, Ceuta et Tétouan (actuel Maroc), Monaco et Monte-Carlo (principauté actuelle de Monaco), golfe de Syrte (au large des côtes de l'actuelle Libye), île Céphalonie (Grèce). Une carte de la Méditerranée illustre le roman, sur laquelle on retrouve le tracé des frontières de l'époque.

## Procédés dramatiques
Dans ce roman, Jules Verne utilise des procédés courants du mélodrame qui sont inhabituels chez lui : 
- Le mystère des origines : la fille du comte Sandorf ignore qui sont ses vrais parents.
- La coïncidence : elle tombe amoureuse du fils d'une autre victime.
- Le harcèlement sexuel de l'héroïne : l'un des antagonistes veut la forcer à l'épouser.
- La folie subite : Mme Bathory plonge brutalement dans la folie à la lecture d'une lettre.
- La guérison miraculeuse : grâce à un subterfuge du comte Sandorf, elle redevient saine d'esprit.
- La victoire grandissante de Mathias Sandorf. Plus on avance dans les chapitres, plus il maîtrise les événements.
- Le combat contre les bandits sur les pentes de l'Etna, la petite guerre finale.

## Condamnation des jeux de hasard
Dans le chapitre qui se passe au casino de Monaco, Jules Verne ironise beaucoup sur les gens qui jouent aux jeux de hasard. « Le fou ! Comme tous les joueurs, ses pareils, il mettait au présent ce qui ne peut jamais être qu'au passé ! Au lieu de se dire : J'ai eu de la chance, - ce qui était vrai, - il se disait : J'ai de la chance, - ce qui est faux ! » Jules Verne cite le mathématicien Joseph Bertrand : « Le hasard a des caprices, jamais on ne lui vit d'habitudes. »

## Technique de chiffrement

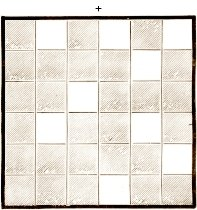
Grille dessinée par Jules Verne pour décrypter le message des insurgés.

Issu de l'invention de Eduard Fleissner von Wostrowitz, pour décoder le texte chiffré, il faut appliquer successivement quatre fois le même cache (une feuille avec des trous) sur ce texte. À chaque fois, on note les lettres qui restent visibles, puis on fait subir une rotation au cache et on recommence. Jules Verne affirme que ce chiffrement est impossible à décoder tant qu'on n'a pas le cache.

## Réception critique
Malgré sa passion pour ce roman, dans sa préface de 1967 aux éditions Rencontre, Charles-Noël Martin regrette que ses personnages n'aient pas l'épaisseur psychologique des protagonistes de son modèle, le Comte de Monte-Cristo.

## Adaptations

### Théâtre
- Mathias Sandorf, pièce en quatre actes (15 tableaux) de William Busnach et Georges Maurens.

### Cinéma
- Mathias Sandorf (1921), film français d’Henri Fescourt.
- Mathias Sandorf (1963), film français de Georges Lampin.

### Télévision
- Mathias Sandorf (de) (1979), série télévisée allemande de Jean-Pierre Decourt.